# نیو پراگ (مینه‌سوتا)
نیو پراگ (به انگلیسی: New Prague) شهری در شهرستان اسکات ایالت مینه‌سوتا در کشور ایالات متحده آمریکا است که جمعیت آن در سرشماری سال ۲۰۱۰ میلادی، ۷۳۲۱ نفر بوده‌است.